# Dypsis baronii
Dypsis baronii là loài thực vật có hoa thuộc họ Arecaceae. Loài này được (Becc.) Beentje & J.Dransf. mô tả khoa học đầu tiên năm 1995.

## Hình ảnh

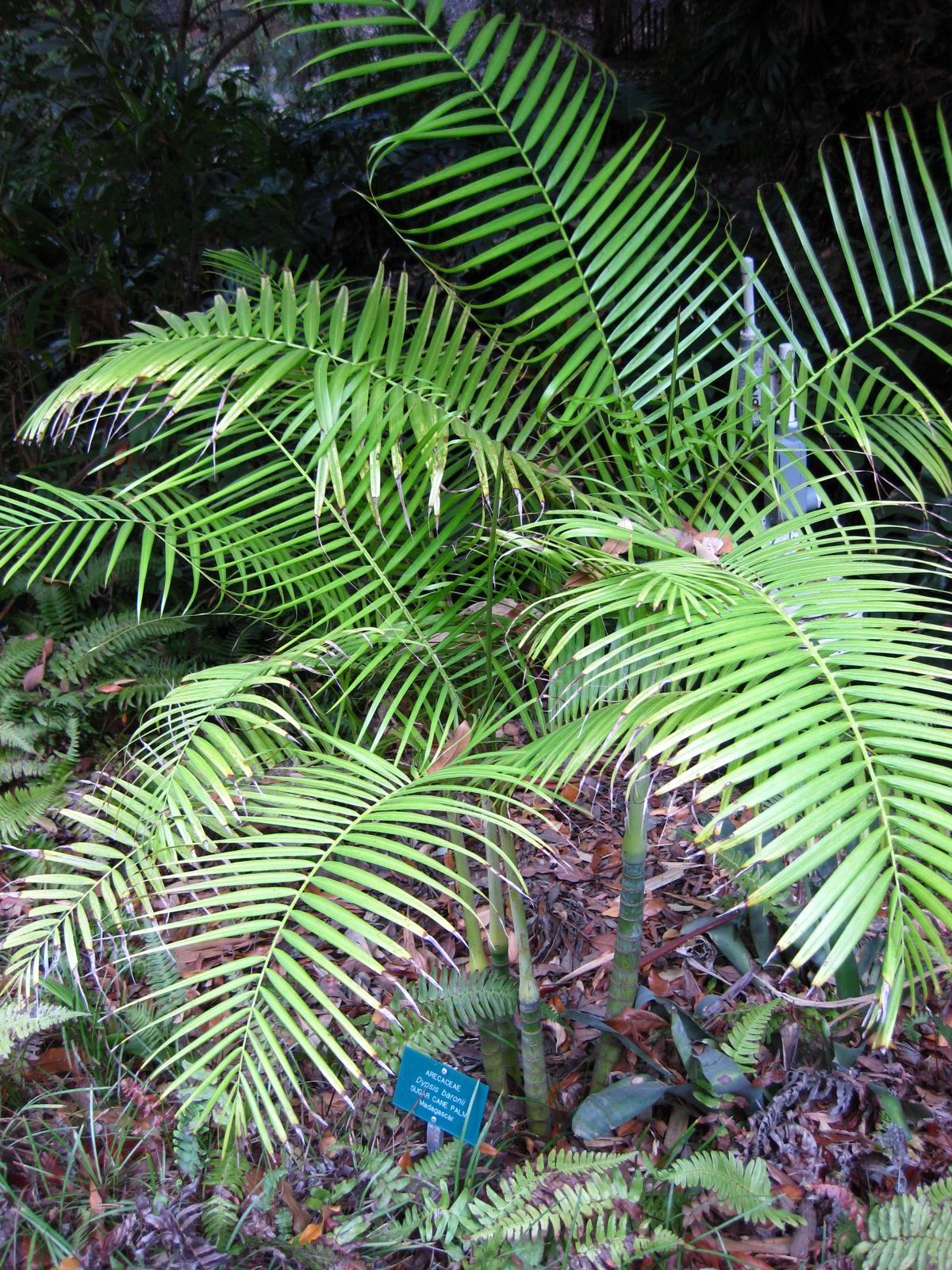
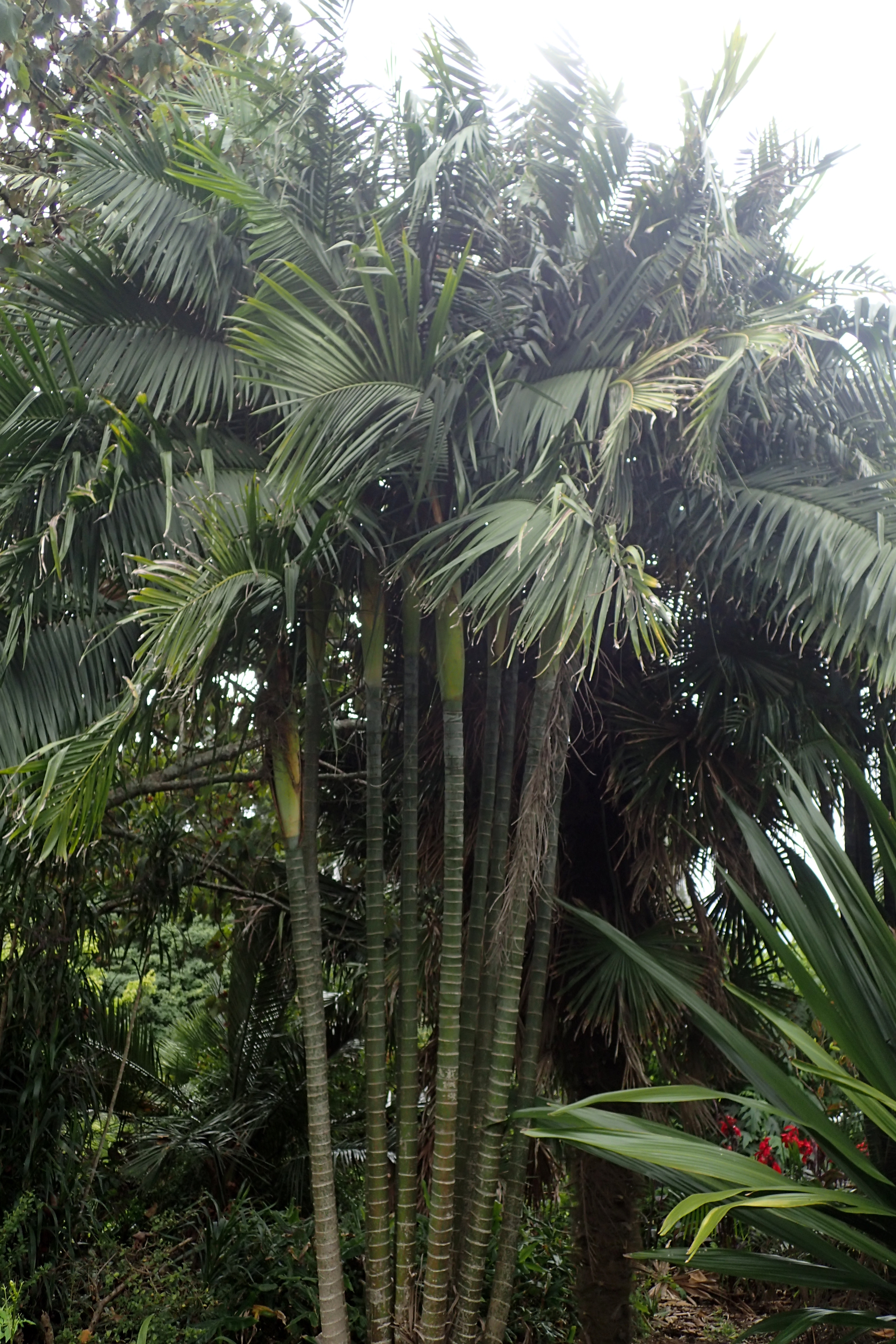